# Christopher Lima da Costa
Christopher Lima da Costa (* 19. Januar 1988 in Libreville, Gabun) ist ein Leichtathlet aus São Tomé. 

## Karriere
Er nahm an den Olympischen Sommerspielen 2012 über 100 m teil, schied aber trotz einer persönlichen Bestzeit von 11,56 s in der Vorrunde aus.
Da Costa vertrat sein Land auch bei den Leichtathletik-Weltmeisterschaften 2011 in Daegu über die 100 m und bei den Leichtathletik-Weltmeisterschaften 2013 in Moskau über die 100 m. Beide Male schied er in den Vorläufen aus.